# Ella von Cappeln
Ella Margarethe von Cappeln (* 22. Mai 1907 in Aalborg, Dänemark; † 11. März 1969 in Gentofte, Dänemark) war eine der wenigen Frauen, die während der deutschen Besatzung Dänemarks 1940–45 als Widerstandskämpferin an Liquidationen teilgenommen hat.

## Biografie
Ella Margarethe von Cappeln war die Tochter eines Großhändlers. Nach dem Schulabschluss wurde sie zur Masseurin ausgebildet. Sie entschied sich jedoch Ende der 1920er Jahre, Nonne zu werden, und hielt sich bis 1940 in Klöstern in Belgien und Frankreich auf. Danach lebte sie in der Villa ihrer Eltern in Hellerup und arbeitete als Physiotherapeutin in Christianshavn, einem Stadtviertel von Kopenhagen.
Während der Besatzung Dänemarks durch das nationalsozialistische Deutsche Reich kontaktierte Ella von Cappeln die Widerstandsgruppe Holger Danske. Sie wurde in die Gruppe aufgenommen, wurde Leiterin kleinerer Gruppen, nahm als eine von wenigen Frauen an Liquidationen teil und organisierte Koordinationstreffen mit anderen Widerstandskämpfern wie zum Beispiel zu Bent Faurschou-Hviid alias „Flamme“, und zu Jørgen Haagen Schmith alias „Citronen“.
Im März 1944 liquidierte sie zusammen mit dem späteren Geschäftsmann Gunnar Dyrberg (Deckname Herman, 1921–2012; für ihn war es die erste Liquidation) Hedvig Delbo (* 1908), die Svend Otto Nielsen (Deckname Finn, 1908–1944) und Jens Lillelund (Deckname John, 1904–1981) im Dezember 1943 der Gestapo verraten hatte, dann nach Norwegen geflohen und später unter einem Decknamen nach Dänemark zurückgekehrt war. Svend Nielsen wurde Ende April 1944 hingerichtet, Jens Lillelund war vor der Festnahme durch die Gestapo die Flucht geglückt. Ella von Cappeln verübte zusammen mit Svend Jensen am 14. Oktober 1944 in Kopenhagen ein Attentat auf den Autor von Kriegsromanen und SS-Offizier Ernst Hubert Horst Gilbert (* 1889), welcher ab 1936 als Abwehr-Offizier in Dänemark war und ab 1940 das sogenannte skandinavische Telegrammbüro übernommen hatte, und verletzte ihn schwer. Später starb Gilbert an den Verletzungen. Ella von Cappeln floh im Januar 1945 nach Schweden, arbeitete in Stockholm, führte aber in Deutschland für die britische Spezialeinheit SOE nachrichtendienstliche Aufgaben aus. Nach der Befreiung Dänemarks nahm sie ihre Tätigkeit als Physiotherapeutin in Christianshavn wieder auf.